# 利比亞交通

## 陸路交通
利比亞全國擁有19,300公里的總道路長度，其中約56%的路面達道路級的標準。
由首都的黎波里有優質的國道通往突尼西亞首都突尼斯(Tunis)、利比亞第二大城市班加西(Benghazi)和多布魯克(Tobruk)、甚至遠達埃及的亞歷山卓。

### 巴士
跨國和聯繫各城市的陸路交通主要分別由兩間巴士公司營運，巴士車費便宜舒適，長途巴士更多有空調服務。

### 的士
的士則在較大的城市才會出現。雖然乘坐的士可以按咪錶收費，但是普遍來說可以議價。

### 租自駕車
在利比亞租車自駕是沒有保證的，而且該國的交通意外率偏高，尤其是在長途旅程中。

### 鐵路
利比亞在第二次世界大戰前是有鐵路的，但戰後該國的鐵路被拆掉。如由鄰近國家如突尼西亞乘搭火車，則需要在到達邊境時轉乘的士等交通工具往利比亞。

## 水路交通
在馬耳他有定期渡輪航班前往的黎波里，但是船隻的質素較差。

## 航空
利比亞擁有利比亞航空(Libyan Arab Airlines)和非盟航空。主要的民用機場設在的黎波里、班加西、米蘇臘塔、賽卜哈、多布魯克、錫爾特和布雷加等。國內各主要城市之間通航。
由於利比亞曾被實施空中封鎖，曾令該國對外的航空交通陷入半癱瘓。現時利比亞各個機場的國際航班主要通往歐洲、阿拉伯國家及非洲的主要城市。